# ریوتا اویوا
ریوتا اویوا (ژاپنی: 大岩 亮太؛ زادهٔ ۵ اوت ۱۹۹۶) یک بازیکن فوتبال اهل ژاپن است.
از باشگاه‌هایی که در آن بازی کرده‌است می‌توان به باشگاه فوتبال تسپاکوستاسو گونما اشاره کرد.